# León Rozitchner
León Rozitchner (Chivilcoy, 1924 - Buenos Aires, 4 de setembro de 2011) foi um filósofo e ensaísta argentino.